# Åke Hassler
Nils Henrik Åke Hassler, född 27 februari 1893 i Örebro, död 9 maj 1980 i Oscars församling i Stockholm, var en svensk jurist.
Hassler var ordförande för Lunds studentkår 1920 och blev juris doktor och docent i processrätt vid Lunds universitet 1920 och professor i processrätt vid Stockholms högskola 1924. Han verkade även som konservativ politiker i Stockholm, bland annat som förste vice ordförande i stadsfullmäktige, och hade ett flertal kyrkliga uppdrag, såsom ordförande i Stockholms församlingsdelegerade samt i Oscars församlings kyrkofullmäktige och kyrkoråd. Hassler var under 1936 ledamot av riksdagens andra kammare, invald i Stockholms stads valkrets, och deltog som lekmannaombud i flera kyrkomöten.
Bland Hasslers skrifter märks förutom avhandlingen Om ställföreträdarskap i rättegång (1920), Förfarandet i brottmål före domstolsförhandling (1923), Konkursrätt (1927–1958), Föreläsningar över den svenska kriminalprocessen (1930), Den nya rättegångsbalken (1947), Civilprocessrätt (1956), Utsökningsrätt (1960), Svensk civilprocessrätt (1963), Skiljeförfarande (1966), Lagen om församlingsstyrelse (1967), Kyrkolagfarenhet (1970) och Specialprocess (1972).
Hassler var son till kyrkoherde Åke Hassler. Han var bror till Carita Hassler-Göransson, Arne Hassler och Ove Hassler. Åke Hassler är begravd på Norra begravningsplatsen utanför Stockholm.